# Shoichiro Sakamoto
Shoichiro Sakamoto (født 18. august 1995) er en japansk professionel fodboldspiller.
Han har spillet for flere forskellige klubber i sin karriere, herunder Zweigen Kanazawa.